# Charles Riddy
Charles Riddy (født 3. marts 1885, død 11. juni 1979) var en canadisk roer som deltog i de olympiske lege 1908 i London.
Riddy vandt to bronzemedaljer i roning under Sommer-OL 1908 i London. Han var med på den canadiske otter som besejrede en norsk otter i kvartfinalen men som tabte i semifinalen til en britisk båd som senere vandt i finalen. Han kom også på en tredjeplads i fire uden styrmand sammen med Gordon Balfour, Becher Gale og Geoffrey Taylor.